# فرانك ريان (جراح تجميل)
فرانك ريان (بالإنجليزية: Frank Ryan)‏ هو جراح تجميل ‏ أمريكي، ولد في 21 مايو 1960 في توليدو في الولايات المتحدة، وتوفي في 16 أغسطس 2010 في ماليبو في الولايات المتحدة.

## وصلات خارجية
- فرانك ريان على موقع IMDb (الإنجليزية)